# II bitwa pod Kałuszynem
Bitwa pod Kałuszynem – bitwa stoczona 2 kwietnia 1831 roku podczas powstania listopadowego.
W czasie polskiej ofensywy prowadzonej wzdłuż drogi siedleckiej przednia straż polska wraz z korpusem jazdy generała Tomasza Łubieńskiego starła się z tylną strażą 6 korpusu generała Grigorija Rosena, który cofał się na Siedlce.
Głównym momentem bitwy była szarża 4 pułku ułanów, którym dowodził szef sztabu 2 korpusu kapitan Władysław Zamoyski. Bitwa zakończyła się całkowitym zwycięstwem Polaków, którzy rozbili kozaków oraz rozproszyli 3 baony rosyjskiej piechoty. Korpus kawalerii wziął do niewoli aż 4000 żołnierzy rosyjskich.